# Concerto pour piano no 2 de Chopin
Pour un article plus général, voir Concerto pour piano.
Le Concerto pour piano no 2 en fa mineur, opus 21, de Frédéric Chopin, est un concerto pour piano composé en 1829.
Bien que son intitulé le désigne comme le second concerto, il est chronologiquement le premier concerto qu'ait écrit Chopin,.
Le compositeur en donne la création publique lors d'un concert à Varsovie au Théâtre national le 17 mars 1830 sous la direction de Karol Kurpinski, au cours d'un programme qui inclut également la Fantaisie en la majeur sur des thèmes polonais. Rejouée quelques jours plus tard, le 22 mars, avec le Rondo à la Krakowiak, l'œuvre est saluée par la presse varsovienne. Le Kurier Warszawski écrit : « Près de neuf cents personnes sont de nouveau venues hier au deuxième concert de M. Chopin. Le virtuose a été salué par une tempête d'applaudissements. »
Chopin confie dans une lettre du 3 octobre 1829 à son ami Tytus Woyciechowski tout son amour pour Konstancja Gładkowska, jeune chanteuse varsovienne, idéal « en souvenir duquel [il a écrit] l'adagio de [son] concerto (en fa mineur) ».
Quand la partition sera finalement éditée en 1836, trois ans après l'édition du Premier Concerto pour piano, Chopin dédie l'œuvre à la comtesse Delphine Potocka.

## Structure
Le concerto est en trois mouvements :
1. Maestoso
2. Larghetto, en la bémol majeur
3. Allegro vivace

Il dure entre 25 et 30 minutes.

## Mouvements

### Maestoso
Le premier mouvement énonce deux thèmes : l'un énergique, l'autre plus sentimental. Bien que le morceau soit richement orchestré, le piano n'en est pas moins continuellement présent.

### Larghetto
Le deuxième mouvement est un long chant lyrique qui évoque les traits de la jeune Konstancja Gladkowska à qui, en grand secret, Chopin dédia ce deuxième mouvement du concerto.

### Allegro vivace
Le troisième mouvement est de nature plus dramatique, revenant à la tonalité initiale de fa mineur, il développe des thèmes folkloriques sur un rythme de valse puis de mazurka.

## Réception
Hector Berlioz critique l'orchestration du concerto : « l'orchestre de ce concerto n'est qu'un accompagnement froid et presque inutile. »,.
Robert Schumann fait un éloge de ce concerto en critiquant l'Allgemeine Musikalische Zeitung : « Peut-être devrais-je mentionner ici, en passant, une célèbre revue d'épiciers qui, de temps en temps, à ce que nous entendons dire, car nous ne la lisons pas, et nous nous flattons en cela de quelque ressemblance avec Beethoven [...], qui, de temps en temps, donc, nous décoche sous le masque ses plus douces œillades au poignard, simplement parce que j'ai dit une fois en riant à l'un de ses collaborateurs qui avait écrit quelque chose sur les Variations de Don Juan de Chopin qu'il avait, lui, une paire de pieds de trop, comme un vers faux, et qu'on les lui voudrait couper à l'occasion ? Mais faut-il, aujourd'hui que je reviens précisément d'entendre le Concerto en fa mineur de Chopin, me rappeler encore ces choses-là ? Non, non ! Donnons du lait contre du poison, du frais lait bleu ! Qu'est-ce après tout qu'une année entière de revue musicale au regard d'un concerto de Chopin ? Qu'est-ce qu'une frénésie de pion en face de compositions poétiques ? Qu'est-ce que dix sommités de rédaction devant un adagio du second concerto ? En réalité, frères de David, je ne vous jugerais dignes d'aucun discours de ce genre si vous n'osiez pas composer vous-mêmes des œuvres semblables à celles sur lesquelles vous écrivez, quelques-unes mises à part, bien entendu, comme ce concerto, justement, dont nous n'arriverions pas, en nous y mettant tous, à baiser même du bout des lèvres le bas de la robe. Au diable les revues musicales ! »

## Discographie
- Chopin : Concerto n°2 pour piano et orchestre en fa mineur, Op. 21 ; Andante spianato et grande polonaise brillante pour piano et orchestre, Op. 22 ; Krakowiak, grand rondo de concert en fa majeur, Op. 14 - Orchestre de l'Opéra de Vienne, dir. Hans Swarowsky et Jean-Marie Auberson, piano Manahem Pressler ; Orchestre de la Résidence de La Haye, dir. Willem van Otterloo, piano Nikita Magaloff (CLA-CD 119 ; Les Genies du Classique)
- Chopin: Piano Concertos Nos. 1 & 2 (1999)- Martha Argerich, Orchestre Symphonique de Montréal, dir. Charles Dutoit (EMI Classics)(CDC 5 56798 2)